# Száraz György
Száraz György (Budapest, 1930. november 3. – Budapest, 1987. december 29.) Kossuth-díjas (1985) magyar író, esszé- és színműíró.

## Élete
Száraz György a történelmi dráma egyik legjelesebb hazai művelője volt. 
A középiskolát Budapesten kezdte, majd a felvidéki Rozsnyón folytatta, befejezni azért nem tudta, mert éppen abban az évben érettségizett volna, amikor családját kitelepítették a Csehszlovákiához ismét elcsatolt Felvidékről. Kalandos évek következtek: az alig tizenkilenc éves fiatal férfi 1949-ben például a Sertéshízlaló Nemzeti Vállalatnál dolgozott, majd ugyanazon év őszén bevonult katonának. 1952 telén, katonaidejének leszolgálása után titóista szervezkedés, fegyver- és robbanóanyag-rejtegetés vádjával börtönbe került. Előbb életfogytiglant kapott, később csökkentették letöltendő idejét. Négy év rabság után végül 1956 szeptemberében szabadult.
Érettségi nélkül, börtönviselten a továbbtanulás, az egyetem elérhetetlenné vált, de a tudás autodidakta módon történő elsajátítása nem.
1960-ban segédmunkás az Állami Könyvterjesztő Vállalatnál. 1961 és 1964 között a fővárosi XV. kerületi Csokonai Művelődési Házban művészeti vezető, majd igazgató: ekkortájt írja első színdarabjait, orosz és német szerzőket fordít, dolgozik a rádiónak és kiadóknak. Számos egyetemi és főiskolai szakdolgozat valódi szerzője.[forrás?] 1964-től szabadfoglalkozású író, újságíró. 1977-ben az Élet és Irodalom publicisztikai rovatvezetője, 1979-ben pedig főmunkatársa lett, eközben 1978 és 1980 között a kecskeméti Katona József Színház dramaturgja. 1983-tól haláláig, 1987-ig a Kortárs című folyóirat főszerkesztője volt.

## Írói munkássága
Történelmi drámáiban általában a nemzet nagy kudarcainak, elszalasztott lehetőségeinek elemző ábrázolására vállalkozott. Egyik nagy figyelmet és vitát kiváltó munkája az Egy előítélet nyomában (1976) című történelmi esszéje, amelyben Bibó István nyomán írt a hazai antiszemitizmusról, a magyar zsidóság integrálásának lehetőségeiről.
Száraz György a hatvanas évek végétől sorozatban írta történelmi tárgyú színműveit, amelyek különféle korszakokban játszódnak. Mégis, az az időszak, amelyet láthatóan a legjobban (a történész alaposságával) ismert, a 19. század magyar és európai történelme. Elvi oka is volt e korszak iránti vonzódásának: úgy vélte, hogy társadalmunk jelenlegi problémái jelentős részben 1848–49-re, illetve a szabadságharcot követő fejlődésre vezethetők vissza.
Életművében persze nemcsak ezt a kort választotta témájául. A Hajnali szép csillag (1957) című „balladás játék” a szerző szavával „rekviem és szerelmi vallomás” Budapestnek. Népballadai és biblikus elemektől kezdve katonanótákon keresztül slágerszövegekig sokféle szövegtípust (imitációt vagy tényleges idézetet) felhasználva építette fel ezt a színművet, amely a főváros pusztulását és újjászületését tárja elénk. A játékot a különféle hangnemek váltakozása tagolja. Itt nincs szükség a figurák egyénítésére: az alakok az adott történelmi időszak jellegzetes képviselői, vagy jelképes hősök. A szimbolika térben és időben távol eső népköltészeti motívumok alkalmazásával tágul egyetemessé.
További drámái a történelmet átélő, alakító ember erkölcsi problémáit jelenítik meg. Megítélése szerint a történelmi igazság felismerhető, s az egyénnek, ha felismerte, erkölcsi kötelessége kiállni, kitartani mellette. Ez azonban nem jelenti azt, hogy feltétlenül az erkölcsileg igazolható álláspont győzedelmeskedik. 
A nagyszerű halál (1974) a példaadás drámája. A szerző az aradi vértanúk utolsó óráit viszi színre. A hősöknek ez a rendkívül rövid idő áll rendelkezésükre, hogy rájöjjenek: a közösség ügye és saját ügyük egyaránt elveszett. Életük igazolására nincs más esélyük, mint a halál vállalása. Száraz György ezúttal is gondosan érzékelteti, hogy az egyéni utaknak, meggyőződéseknek milyen sokféleségét kovácsolja egyetlen gesztussá a történelem. Egyesek a formális alkotmányosságban hisznek, mások a bécsi politika irányítóinak józan belátásában, ismét mások irreális kombinációkat gyártanak. Még a rezignáltan józan Damjanich sem mond le teljesen a reményről. Többé-kevésbé pedig mindannyian sejthetik azt, amit Wenckheim gróf úgy fogalmaz, hogy Ausztriának szüksége van Magyarországra nagyhatalmi státusa megőrzéséhez, ezért a kiegyezés csak idő kérdése. De ahogyan Kossuthék is halogatták a nemzetiségek jogainak elismerését, úgy Ferenc József sem siet önnön hatalmát korlátozni. A vértanúk valódi tragédiája, hogy a szükségszerűen bekövetkező politikai fordulat késlekedése pecsételi meg sorsukat. A dráma címe tehát keserűen ironikus értelmű.
Ítéletidő (1979) című drámája 1849 májusában játszódik Erdélyben. Középpontjában a román–magyar viszony áll. Bemutatja, miként hiúsul meg a két nép összefogása – némelyek tisztánlátása és jóakarata ellenére. Történelmi közhely, hogy a szabadságharc vezetői nem ismerték fel idejében a nemzetiségi kérdés jelentőségét, olyan lehetőségeket szalasztva el ezzel, amely az utódok számára több generáción át nem kínálkozott újra. Száraz György azonban nem csupán ezt a jól ismert összefüggést akarta demonstrálni, hanem felteszi a kérdést: történhetett volna-e másként? Hiszen a kétféle nacionalizmus malomköve között felőrlődött mindenféle közvetítő vállalkozás. „Félek, mégsem egyetlen az igazság. Akkor nem lehetünk mind egyszerre jó románok ...” Az egyik román hazafi mondja ezt; a tömegekben élő gyűlölködés, a másik fél elhibázott lépései szűkre szabják a vezérek mozgásterét is. Talán nem történhetett másként, sugallja a darab, de „csak egy a bizonyosság: hogy tulajdon népének árulója az, aki itt gyűlöletet szít a másik ellen”.
A Bach-korszak végnapjainak vagyunk tanúi a Worafka tanácsos úr című tv-komédiában (1979). A rendőrállamiság csődjét a rendőrhivatalnok szemével, tehát belülről láttatja az író.
Száraz témaválasztásaiban „ami elsőül feltűnik – írja a Budapest-dekameron utószavában Alexa Károly –, az a témaválasztás merészsége és eredetisége”. Ez már a bemutatkozásnál is kiderül. A vezérkari főnök című dokumentumdrámája nem az első a megírt darabok közül, de az első, amely színpadra került: 1969-ben mutatta be a Nemzeti Színház. „Az ötvenedik évfordulón – írja Alexa – valószínűleg nem ezt a kommunizmusképet várták el a kommün vezérkarának egyenes ági leszármazottai.” Hiszen Stromfeld Aurél dilemmája a múlt század hőseinek döntéshelyzeteihez hasonló, illetve az elődök döntéseiből sarjadzott. „Egy nép csak az egészséges önzés alapján állhat meg a világban” – véli Stromfeld. Ezért csatlakozik a kommunistákhoz, akik lehetőséget adnak rá, hogy megvédje az országot.
Az író szívesen folyamodik a történelmi parabola eszközeihez is. Ilyen jellegű művei általában groteszk vagy tragikomikus hangvételűek. A Királycsel (1969) Zsigmondja fiatalságának fennkölt eszményeitől rövid úton jut el a hatalom gyakorlásának legcinikusabb formájáig. Az író azonban utal arra is, hogy ez a felfogás azért célravezető, mert tartalmaz egy nagy adag történelmi igazságot. „Az embereknek nem az örökkévalóságra és nem ezer és nem száz évre kell előre ígérni, hanem holnapra és holnaputánra.” A politikában az eredményesség a lényeges és ez gyakorta nem esik egybe a morális megfontolásokkal. A hosszú távon eredménytelen politika viszont nem nevezhető erkölcsösnek, s ugyanígy az elvtelen politizálás előbb-utóbb kudarchoz vezet. A darab nőalakjai példázzák, hogy a világ költőisége mégiscsak a hatalmi harcokon kívülmaradók kizárólagos tulajdona marad. Ezt láthatjuk Az élet vize című "komikotragédiában" is (1977), amely már teljesen fiktív környezetben, elképzelt királyi udvarban játszódik. A szerző a bevezetésben elmondja, hogy „az egzisztencializmus vitadrámáját”, „Sziszifusz igazi mítoszát” akarta megírni. A régi tétel: halál van, tehát az élet értelmetlen antitézisét: az élet értelmes, mert van halál. Az örök élet elixírjének feltalálása nyilvánvalóvá teszi, hogy a hatalom birtoklása csak a halandók számára érték. Ráadásul ebben a világban a természetes halál helyébe a gyilkosság lép. A darab szellemesen bonyolítja az alapötletből következő szálakat; a végkifejlet azonban nem felel meg tökéletesen az előzetes írói tervnek. Nem érezzük, hogy a szereplők élete „halandó” korszakukban lett volna igazán érték.
Száraz gyakran választja hőseiül azokat a nagy egyéniségeket, akiknek életét egyetlen nagy cél töltötte be. (Batsányi A Rókus-templom harangjaiban, 1975, illetve Tolsztoj A megoldásban, 1976.) Ugyanilyen fontos azonban számára, hogy a cél eléréséhez a személyiség megtalálja a hozzáillő eszközöket. Tolsztojjal mondatja: „csak az olyan cselekvést fogadom el, amely megfelel a lélek igényeinek”. „Összhangot” követel meg ez az út a külső és belső törekvések között. Ez az összhang vezérli Batsányi lépéseit és a III. Béla című dráma (1977) eszmeiségét is: a cél nem minden, a célt a célhoz méltó eszközökkel kell elérni. Száraz György írói egyéniségéhez azért illik annyira a dokumentumdráma, mert alapvető törekvése egy történelmileg jelentős élet fő erővonalainak bemutatása. Ha eltér ettől a modelltől, akkor sem a tulajdonképpeni belső konfliktusokra épülő drámatípust követ, hanem, mint láttuk, parabolisztikus általánosságra tör.
A Valóság folyóirat 1982 októberi számában jelent meg Egy különös könyvről című tanulmánya, melyben Száraz György élesen bírálta Ion Lăncrănjan román író-publicista Gondolatok Erdélyről című propagandakönyvének szemléletét és tartalmát. (Egy hónappal korábban, a szegedi Alföld folyóirat szeptemberi számában Köteles Pál Töprengés egy torzkép előtt c. esszéjében utasította vissza Lăncrănjan magyarellenes nézeteit.) Mindkét írás országos érdeklődést keltett, az események rávilágítottak a pártvezetésen belüli nézetkülönbségekre. Szeptemberben az MSZMP szegedi vezetői az Alföld főszerkesztőjének menesztését kívánták, az országos pártvezetés azonban kiállt mellette. Száraz György októberi írását sokan már a magyar párt- és állami vezetésnek a Lăncrănjan-könyvre adott félhivatalos válaszaként értelmezték.

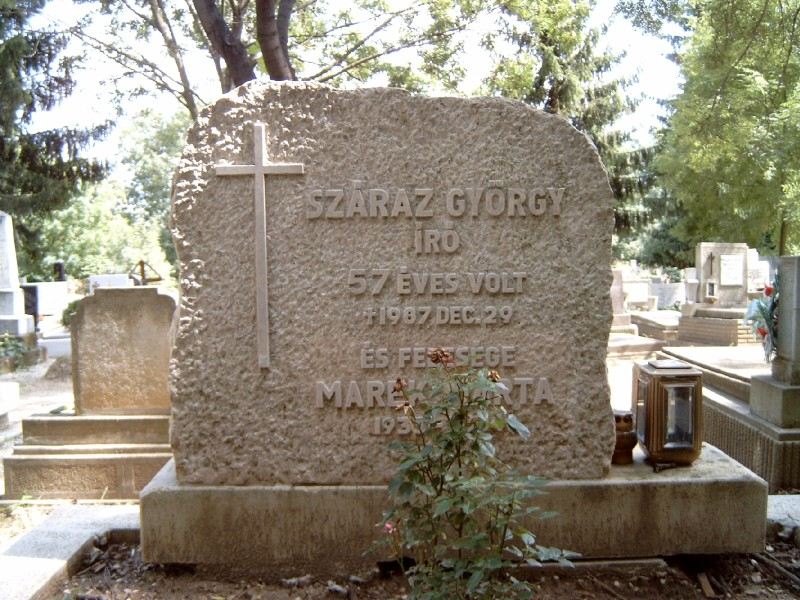
Száraz György sírja Budapesten. Farkasréti temető: 2-1-29/30.

Korai halála számtalan írói tervének megvalósulását törte derékba.

## Művei
- Hajnali szép csillag (balladajáték, 1957)
- A vezérkari főnök (dokumentumjáték, 1969)
- A nagyszerű halál (dráma, 1974)
- Egy előítélet nyomában (esszé, 1976)
- Az élet vize (komikum-tragédia, 1977)
- III. Béla (dráma, 1977)
- A Rókus-templom harangjai (dráma, 1979)
- Ítéletidő (dráma, 1979)
- Worafka tanácsos úr (tv-játék, 1979)
- Egy furcsa könyvről (esszé, 1983)
- Császárlátogatás (dráma, tv-játékok, 1984)
- Történelem jelenidőben (tanulmányok, 1984)
- A tábornok; Magvető, Bp., 1984
- A kém meg a vadkan (tanulmányok, 1985)
- Erdély múltjáról, jelenidőben (tanulmányok, 1988)
- Rozsnyó; Csemadok Rozsnyói Járási Bizottság Honismereti Szakbizottsága, Rožňava, 1990 (Rozsnyói füzetek)
- Válasz egy furcsa könyvre; Áramlat, Bp., 1990
- A Budai Várnegyed. Történelmi séta; Corvina, Bp., 2006
- Budapest-dekameron; utószó Alexa Károly; Kortárs, Bp., 2007
- Egy előítélet nyomában. A kortársak véleményével, leveleivel; Kelet, Bp., 2012
- Száraz György–Száraz Miklós György: Budapest; fotó Lettner Kriszta; Helikon, Bp., 2018

## Díjai, kitüntetései
- A Művelődésügyi Minisztérium nívódíja – a Vezérkari főnök című színdarabért, melyet a budapesti Nemzeti Színházban mutattak be (1969)
- A Magyar Rádió és Televízió Elnökségének nívódíja – „Ez az én színpadom” (1972)
- Batsányi János Irodalmi Díj (1973)
- VI. Veszprémi Tévétalálkozó Tévékritikusok Díja – A Rókus-templom harangjai (1976)
- MSZBT irodalmi pályázat díja – Hajnali szép csillag (1977)
- A Népművelési Intézet bábjátékpályázata: I. díj (1977)
- Magvető Kiadó nívódíja – Egy előítélet nyomában (1977)
- József Attila-díj (1978)
- A VIII. Veszprémi Tévétalálkozó különdíja – legjobb forgatókönyv, "Császárlátogatás" (1978)
- Agria Játékszín drámapályázat I. díj – Gyilkosok (darab Semmelweis Ignácról) (1979)
- Lapkiadó Vállalat nívódíja – az Élet és Irodalomban a Naptár sorozatért (1979)
- Magvető Kiadó nívódíja – Rókus templom harangjai (drámakötet) (1980)
- Fővárosi Tanács nívódíja – Ítéletidő (József Attila Színház) (1980)
- Kiadói Főigazgatóság nívódíja – Budapest album (Corvina) (1983)
- Budapest Főváros Tanácsának Művészeti Díja – publicisztikai munkásságért (1984)
- Kossuth-díj (1985)
- Magvető Kiadó nívódíja – Történelem jelenidőben c. nagy gyűjteményes kötetért (1985)